# Joel Schumacher
Joel Schumacher (Nova York, 29 d'agost de 1939- 22 de juny de 2020) va ser un director de cinema, guionista, productor estatunidenc.

## Biografia
Schumacher va néixer a Nova York. La seva mare Marian era jueva d'ascendència sueca mentre que el seu pare Frank era baptista de Knoxville (Tennessee), que va morir quan Joel tenia quatre anys. Va estudiar en el Parsons The New School for Design i The Fashion Institute of Technology de Nova York. Després dels seus primers treballs al món de la moda, va trobar la seva veritable passió al cinema. Es va traslladar a Los Angeles, on començaria el seu treball com a dissenyador de vestuari en pel·lícules com El dormilega i va desenvolupar el seu coneixement en la televisió i feia d'oient a la Universitat UCLA. El 1976, realitzaria el seu primer guió per a la pel·lícula de baix pressupost Car Wash amb escàs èxit al qual seguirien títols com El mag (1978), una adaptació de l'obra portada a la pantalla per Sidney Lumet. Va morir el 22 de juny de 2020 a causa del càncer que patia des de feia temps.

### Carrera com a director
El seu debut com a director arribaria amb La increïble dona minvant el 1981, protagonitzada per Lily Tomlin i que tractava la història de l'home minvant, però amb protagonista femenina. El film va resultar un èxit al món del cinema independent.
En la dècada dels vuitanta, Schumacher s'especialitzaria en productor de diferents àmbits, com la comèdia Els bojos del taxi (1983), St. Elmo, punt de trobada o el film de terror Joves ocults, considerades com dues pel·lícules arquetípiques dels 80 i com dos dels grans èxits de la carrera de Schumacher. Això va provocar que els estudis es barallessin per tenir-lo al seu servei.
En la dècada dels 90, Schumacher es va especialitzar en thrillers de gran acceptació com a Flatliners (1990), Un dia de fúria (1993) o traslladant al cinema els best-sellers de John Grisham, El client (1994) i Temps de matar (1996), l'última una elecció de Grisham.
Un altre dels elements pels quals va ser conegut Schumacher és per haver substituït a Tim Burton com a director de la saga Batman. El novaiorquès va dirigir Batman Forever el 1995, que va ser un dels grans èxits malgrat rebre no gaire bones crítiques, i Batman & Robin, que va ser un gran desastre quant a crítica i taquilla. Aquestes poques expectatives van fer que la Warner Bros. cancel·lés el següent projecte de Batman i que anava a ser dirigit pel mateix Schumacher Batman Triumphant.
A partir d'aquí, Schumacher realitzaria altres projectes com a Assassinat en 8 mil·límetres (1999) amb Nicolas Cage i la comèdia Flawless (1999) amb Robert De Niro les quals van rebre bones crítiques però no van figurar amb grans números a la taquilla. El 2000, Schumacher donaria un gir radical i aconseguiria les millors crítiques de la seva carrera amb el drama ambientat en la guerra del Vietnam Tigerland, on es donaria a conèixer a un jove Colin Farrell. El treball de Schumacher continuaria amb la controvertida Última trucada (2002), on el director torna a comptar amb Colin Farrell i també el thriller polític Nou dies (2002) protagonitzat per Anthony Hopkins i Chris Rock. El 2004, Schumacher torna a la càrrega amb El fantasma de l'òpera, basat en el musical i on el director va fer el càsting dels protagonistes. La pel·lícula va aconseguir 3 nominacions als Oscar i 3 als Globus d'Or, encara que no en guanyaria cap d'ells.
El 2007 va dirigir El número 23, un thriller amb Jim Carrey com a protagonista.

## Director de videoclips
- Va dirigir el videoclip de la cançó Kiss from a Rose, del cantant Seal, que és part de la banda sonora de Batman Forever.
- Va dirigir el videoclip de la cançó The End is the Beginning is the End, del grup Smashing Pumpkins, que és part de la banda sonora de Batman & Robin.
- El 1999, Schumacher va dirigir el clip "Letting the Cables Sleep" del grup anglès Bush.

## Filmografia
Les seves pel·lícules més destacades són:

### Director
- La increïble dona minvant (The Incredible Shrinking Woman) (1981)
- D.C. Cab (Street Fleet) (1983) (també guionista)
- St. Elmo's Fire (1985)
- Joves ocults (The Lost Boys) (1987)
- Un punt d'infidelitat (Cousins) (1989)
- Flatliners (1990)
- Escollir un amor (Dying Young) (1991)
- Un dia de fúria (Falling Down) (1993)
- The Client (1994)
- Batman Forever (1995)
- A Time to Kill (1996)
- Batman i Robin (Batman & Robin) (1997)
- Assassinat en 8 mil·límetres (1999) (també productor)
- Sense tares (Flawless) (1999) (també productor i guionista)
- Tigerland (2000)
- Bad Company (2002)
- Phone Booth (2003)
- Veronica Guerin (2003)
- The Phantom of the Opera (pel·lícula de 2004) (2004) (també guionista)
- The Number 23 (2007)
- Blood Creek (2009)
- Twelve (2010)
- Trespass (2011)